# August Dahlerus
Aron August Dahlerus, född 22 juli 1811 i Stockholm, död 2 juni 1901 där, var en svensk tjänsteman.

## Biografi
Dahlerus blev 1851 kamrerare vid Ståthållarämbetet på Drottningholms och Svartsjö slott där han tjänstgjorde i flera decennier. 1858–1877 var han även stadskamrerare i Stockholm. Dahlerus var sekreterare i Sällskapet till dygdigt och troget Tjenestefolks belönande för vilket hans arbete där gjorde att han förlänades med Serafimermedaljen av kung Oscar II år 1897.

## Utmärkelser
- Riddare av Kungl. Vasaorden, 1858.[4]
- Serafimermedaljen, 14 maj 1897.[3]